# إدوارد د. هاميلتون
إدوارد د. هاميلتون (بالإنجليزية: Edward D. Hamilton)‏ هو محامي وقاضي أمريكي، ولد في 3 أكتوبر 1801 في مقاطعة كلبيبر في الولايات المتحدة، وتوفي في 12 ديسمبر 1883.